# Бугры (Крым)
Бугры́ (до 1948 года Соцдо́рф, до 1930-х Тавке́ль-Найма́н; укр. Бугри, крымскотат. Tavkel Nayman, Тавкель Найман) — исчезнувшее село в Раздольненском районе Республики Крым, располагавшееся на юго-западе района, в степной части Крыма, объединённое с селом Ульяновка.

### Динамика численности населения
| - 1806 год — 157 чел. - 1864 год — 52 чел. - 1889 год — 79 чел. - 1892 год — 0 чел. | - 1900 год — 146 чел. - 1915 год — 28/4 чел. - 1926 год — 109 чел. |

## История
Соцдорф — название, присвоенное примерно в 1930-х годах селу Тавкель-Найман, которое, в свою очередь, было образовано слиянием в начале XX века двух расположенных рядом деревень: Тавкель и Найман.
Первое документальное упоминание сёл встречается в Камеральном Описании Крыма… 1784 года, судя по которому, в последний период Крымского ханства Тюкел Немай и Найман входили в Мангытский кадылык Козловскаго каймаканства.
После присоединения Крыма к России (8) 19 апреля 1783 года, (8) 19 февраля 1784 года, именным указом Екатерины II сенату, на территории бывшего Крымского ханства была образована Таврическая область и деревня была приписана к Евпаторийскому уезду. После павловских реформ, с 1796 по 1802 год входила в Акмечетский уезд Новороссийской губернии. По новому административному делению, после создания 8 (20) октября 1802 года Таврической губернии, Тавкель и Найман были включены в состав Хоротокиятской волости Евпаторийского уезда.
По Ведомости о волостях и селениях, в Евпаторийском уезде с показанием числа дворов и душ… от 19 апреля 1806 года в деревне Найман числилось 13 дворов, 70 крымских татар, 3 цыган и 2 ясыров, в Тавкеле — 7 дворов, 73 татарина, 6 цыган и 3-е ясыров. На военно-топографической карте генерал-майора Мухина 1817 года Найман обозначен с 12 дворами, Тавкель с 9. После реформы волостного деления 1829 года деревни, согласно «Ведомости о казённых волостях Таврической губернии 1829 года» отнесли к Аксакал-Меркитской волости (переименованной из Хоротокиятской). На карте 1836 года в деревне Найман 10 дворов, в Тавкеле — 12. Затем, видимо, вследствие эмиграции крымских татар в Турцию, деревни заметно опустели и на карте 1842 года Таукель и Найман обозначены условным знаком «малая деревня», то есть, менее 5 дворов.
В 1860-х годах, после земской реформы Александра II, деревни приписали к Курман-Аджинской волости. В «Списке населённых мест Таврической губернии по сведениям 1864 года», составленном по результатам VIII ревизии 1864 года, Найман — владельческая татарская деревня с 14 дворами, 48 жителями и мечктью; Тавкель — владельческая деревня, с 2 дворами и 4 жителями, обе при колодцах. По обследованиям профессора А. Н. Козловского 1867 года, вода в колодцах деревни была пресная, а их глубина колебалась от 42 до 30 саженей (42—64 м). На трехверстовой карте Шуберта 1865—1876 года в деревне Найман обозначено 14 дворов, в Таукеле — 4. Согласно «Памятной книжке Таврической губернии за 1867 год» в результате эмиграции крымских татар, особенно массовой после Крымской войны 1853—1856 годов, в Османскую империю, Найман был покинут и возобновлен под тем же названием, но новых поселенцев на 1867 год не было, а Тавкель вновь заселён под тем же названием русскими крестьянами и городскими мещанами, а также молдаванами австрийскими подданными. В «Памятной книге Таврической губернии 1889 г» записан один Таукез с 11 дворами и 79 жителями, а в «…Памятной книжке Таврической губернии на 1892 год», о деревнях Найман и Тавкель, входивших в Дениз-Байчинский участок, никаких сведений, кроме названий, не приведено.
Земская реформа 1890-х годов в Евпаторийском уезде прошла после 1892 года, в результате поселения приписали к Агайской волости. По «…Памятной книжке Таврической губернии на 1900 год» в усадьбе Нойман числилось 16 жителей в 1 дворе, а в деревне Тавкель-Найман — 130 жителей в 12 домохозяйствах. По Статистическому справочнику Таврической губернии. Ч.II-я. Статистический очерк, выпуск пятый Евпаторийский уезд, 1915 год, в деревне Найман Агайской волости Евпаторийского уезда числилось 6 дворов (1 двор с землёй, 5 — безземельные) с русским населением в количестве 28 человек приписных жителей, из которых 12 мужчин и 16 женщин. Жители владели 1300 десятинами удобной земли. В хозяйствах имелось 60 лошадей, 9 коров и 40 голов мелкого скота. На хуторе Тавкель некоего Пигита числился 1 двор с 4 «посторонними» жителями.
После установления в Крыму Советской власти, по постановлению Крымревкома от 8 января 1921 года № 206 «Об изменении административных границ» была упразднена волостная система и в составе Евпаторийского уезда был образован Бакальский район, в который включили село, а в 1922 году уезды получили название округов. 11 октября 1923 года, согласно постановлению ВЦИК, в административное деление Крымской АССР были внесены изменения, в результате которых округа были отменены, Бакальский район упразднён и село вошло в состав Евпаторийского района. Видимо, в эти годы Найман объединили с Тавкелем, поскольку в дальнейшем в документах фигурирует либо просто Тавкель, либо Тавкель-Найман. Согласно Списку населённых пунктов Крымской АССР по Всесоюзной переписи 17 декабря 1926 года, в селе Тавкель-Найман, Агайского сельсовета Евпаторийского района, числилось 26 дворов, все крестьянские, население составляло 109 человек, из них 99 русских, 10 записаны в графе «прочие».
В период до 1931 года, судя по карте 1931 года, в село заехали еврейские переселенцы и Тавкель-Найман переименовали в Соцдорф (а двухкилометровке РККА 1942 года у селения два названия: Тавкель Найман и Соцдорф). После создания в 1935 году Ак-Шеихского района (переименованного в 1944 году в Раздольненский) село включили в его состав.
Вскоре после начала отечественной войны часть еврейского населения Крыма была эвакуирована, из оставшихся под оккупацией большинство расстреляны. С 25 июня 1946 года Соцдорф в составе Крымской области РСФСР. Указом Президиума Верховного Совета РСФСР от 18 мая 1948 года, Соцдорф переименовали в Бугры. 26 апреля 1954 года Крымская область была передана из состава РСФСР в состав УССР. Время включения в Берёзовский сельсовет пока не установлено: на 15 июня 1960 года село уже числилось в его составе. Указом Президиума Верховного Совета УССР «Об укрупнении сельских районов Крымской области», от 30 декабря 1962 года Раздольненский район был упразднён и село присоединили к Черноморскому. 1 января 1965 года, указом Президиума ВС УССР «О внесении изменений в административное районирование УССР — по Крымской области», вновь включили в состав Раздольненского.
В период между 1968 годом, когда село ещё числилось в составе Берёзовского сельского совета и 1977 годом Бугры присоединили к селу Ульяновка.